# جول أيوجين فيدال
جول أيوجين فيدال مواليد 1914 (بالإنجليزية: Jules Eugène Vidal)‏ هو عالم نبات فرنسي.

## أعماله
من النباتات التي قام بوصفها:
- بشملة بوالنية
- بشملة جرداء
- بشملة مرغوية
- بشملة مسننة